# Lai (gènere literari)
El lai és un tipus de cançó que va aparèixer el segle XII al Nord d'Europa, especialment als territoris de les actuals França i Alemanya, i que es va desenvolupar entre els segles xiii i xiv. La seva primera manifestació que en coneixem són Els Lais de Maria de França compostos per Maria de França vers 1160. El lai com a gènere literari es troba dintre de la matèria de Bretanya. Es tractava, doncs, d'un poema musical curt en octosíl·labs apariats inspirat en les llegendes celtes que servia de conclusió o entreacte entre les trames d'un relat. El lai comparteix aquesta retòrica i sentit de la brevetat amb altres gèneres coetanis com el fabliau, l'exemplum o el dit.
En el Roman de Brut (1155) de Wace es troba la primera aparició de la paraula lai dintre de la literatura francesa. En aquest petit text, Wace fa servir el terme per descriure una melodia instrumental sense veu:
| «                     | (francès) antic «Molt poïsseiz oïr chançons, Rotruanges ey nouviaus sons, Vieleüres, lais et notes.» | (català) «Allí es podien sentir cançons, rotrouenges. i noves melodies, composicions per a samfoina, «lais» i acords.» | » |
| — (vv. 10.541-10.543) | | |   |

Originalment el lai consistia en una composició musical sense acompanyament vocal que era només interpretada per un únic instrument. Servia per a mantenir viu el record d'un esdeveniment que va succeir a una Bretanya remota, una aventura o anècdota que va donar lloc al lai (segons ho descriu Maria de França). En un principi, el públic era capaç de diferenciar el que era el lai (en un sentit musical) i el conte o anècdota que acompanyava la interpretació musical, però el temps va fer que els dos termes es confonguessin.
Sobre l'origen de la paraula lai no hi ha hipòtesis etimològiques concloents; hi ha autors que l'emmarquen dintre del món cèltic (laúd, loíd, laoídth): es trobava en les antigues sagues irlandeses, compostes per rememorar un fet o una aventura notable en forma de cant mig líric i mig narratiu. D'altres autors apunten a una connexió amb la paraula cèltica laid (composició musical).
Al nostre context, per referir-nos als relats breus escrits en octosíl·labs aparellats, fem servir el terme «lai narratiu», per distingir aquests de les distintes realitzacions literàries que existeixen dintre dels lais:
- Lai narratiu (Lais courtois): Aquest tipus de lai consistia en un relat breu de caràcter episòdic i que es caracteritzava per la seva poca amplitud d'acció, la qual cosa ho diferenciava del «roman». Alguns estudis sostenen que mai van ser cantats. Els lais bretons van ser les primeres representacions dels lais narratius on és evident la influència de les llegendes cèltiques. Solien tractar sobre una història d'amor dintre dels cànons de l'amor cortès, un gènere molt representatiu del segle xxii. En la seva narració podem distingir l'existència de dos mons: el que representa la societat cortesana del segle xxii i el del «Més enllà» de caràcter fantàstic i sobrenatural. Un exemple representatiu és el «Lai de l'ombra».
- Lai líric independent: Majoritàriament d'origen francès es distingeix de la cançó pel fet que aquest posseïa dintre del seu contingut nombrosos elements formals.
- Lai líric artúric: Aquests lais anònims es caracteritzaven pel seu arcaisme lingüístic, musical i mètric. Es trobaven immersos en trames narratives de textos en prosa i tenien la funció de servir d'entreacte, és a dir, de pausa, entre les distintes accions que conformaven la narració.[2]

El lai com a gènere literari va anar evolucionant cap a una estètica realista, deixant de banda els elements fantàstics que el conformaven per adoptar un tractament i to paròdic de la realitat, fet que va determinar la seva desaparició al barrejar-se amb altres gèneres com el fabliau o el dit.